# Mi mujer es una gángster
 Mi mujer es una gángster es una película del director coreano Cho jin-gyu, estrenada en el año 2001. Es la primera entrega de una trilogía formada también por: My Wife is a Gangster 2 (Mi mujer es una gánster 2, 2003) y My Wife is a Gangster 3 (Mi mujer es una gánster 3, 2006).

## Sinopsis
Eun Jin, experta en artes marciales y en manejar con maestría el arte del cuchillo, es la cabecilla de una poderosa banda mafiosa en la cual maneja todos los hilos. Jin se reencuentra con su hermana mayor Yu-jin, quien harta de su comportamiento, le pide que se busque un buen hombre que la haga feliz y que por fin se case. Esta nueva situación desconcierta a Eun Jin, lo que provoca nuevos sentimientos de reciprocidad hacia los hombres. Esta peligrosa mujer puede manejar cualquier arma blanca, aunque cuando se trata de relaciones amorosas no sabe desenvolverse.

## Elenco
- Shin Eun-kyung
- Park Sang-myun como Kang Su-il.
- Ahn Jae-mo
- Kim In-kwon como Banse (alias "Underwear").
- Choi Eun-joo
- Lee Eung-kyung
- Yeon Jung-hoon